# Uromenus riggioi
Uromenus riggioi är en insektsart som beskrevs av Scott LaGreca 1967. Uromenus riggioi ingår i släktet Uromenus och familjen vårtbitare. Inga underarter finns listade i Catalogue of Life.